# Jeff Pain
Jeff Pain, född 14 december 1970 i Anchorage, Alaska, USA, är en kanadensisk utövare av skeleton Han har tävlat sedan 1995. Han har utsetts till en av de mest framgångsrika kanadensiska skeletonförarna i Kanadas historia. Han har sedan dess tagit en olympisk medalj, femton stycken världscupmedaljer och tre stycken VM-medaljer. 